# 自由意志
自由意志（じゆういし、英語: free will、ドイツ語: freier Wille、フランス語: libre arbitre、ラテン語: liberum arbitrium）とは、人間には、何からも影響（指図や制約）を受けずに、「何かを成そうとする気持ちや考え」を自由に生み出す能力がある、とする仮説である。

## 概要
自由意志の問題とは、人間が、自発的に”意志”を生み出すことができるか否か、という問いであり、それはまた、人間に行動の自由があるかどうかにも関わってくる重要な問題である。
様々な哲学上の立場が、あらゆる事象は過去未来にかかわらず、既に決定されているか否か（決定論VS非決定論）について、また同様に、自由は決定論と共存できるか否か（両立主義VS非両立主義）について意見を違えている。それゆえに、例えば、固い決定論は、宇宙は決定論的であり、このことが自由意志を不可能にすると主張している。
自由意志の問題は自由と因果との関係、そして自然法則は因果的に決定しているのかどうかという、原理的あるいは本質的な問いであり、宗教的、倫理的そして科学的原理の絡み合いから成っている。例えば、宗教特にキリスト教やイスラム教などの一神教において、自由意志を認めることは、万能であるはずの神がその力を個々の意志に及ぼすことができないという宣言となるため、このような神はもはや万能とはいえなくなる（この矛盾を解決するために神学上の諸説が作られてきた）。また、倫理学においては、自由意志は、個々人は自身の行為に対して道徳的な説明義務を負っているとするが、意志が自分の自由にならないのであれば、意志を原因として発生する行為、さらに結果についても、いかなる責任も問うことはできなくなってしまい、自由という概念全体が消失する。
自由意志の問題は、哲学的思索が始まって以来、中心的な論点であった。一方、現代の脳科学の進展によって意志の形成過程が解明されつつあり、もはや自由意志を形而上学上の課題として片付けることは許されない段階に来ている。
科学の領域において自由意志を主張することは、脳と思考を含む身体の動作が物理的な因果律によって完全に規定されているわけではないということとほぼ同等であるが、「物理的な因果律ではない別の何か」とは一体何なのかについて具体的な説明は、現段階では乏しい。
いずれにせよ、「道徳を維持しようとする自由意志肯定派の力」と「決定論的な、自由意志否定派の科学的思考」との、二つの対立が顕在化する中で、様々な見方が生まれてきたのである。

## 哲学における自由意志
自由意志の問題における哲学上の基本的な立場は、
1. 決定論は真か？
2. 自由意志はあるか？

という2つの質問に対して肯定するか否定するかで決まる。
決定論とは、おおざっぱに定義するならば、現在と未来のあらゆる事象は、自然法則と結び付いた過去の事象によって因果的必然性があるという見方である。
決定論が真であることを受け入れ、それゆえ、人間が何らかの自由意志を有していることを拒絶する立場は、固い決定論と呼ばれる。
一方で、決定論を否定し、自然法則を乗り越えるような自由意志を要求する立場は（哲学的）リバタリアニズムと呼ばれる。このリバタリアニズムという用語は政治思想で用いられる意味とは異なるが、自由意志論で使われたのが先である。
これら固い決定論者とリバタリアンはともに、決定論が自由意志の概念とは相容れないとする非両立論をとる。一方で、自由意志の存在と決定論が両立可能であるとする立場は、両立論と呼ばれる。両立論者は自由や自由意志という概念を、決定論と矛盾しないよう再定義し、切り詰めて理解し直そうとする。
- 両立論
- 非両立論
  - 固い決定論：決定論を肯定し、自由意志を否定する。
  - リバタリアニズム：決定論を否定し、自由意志を肯定する。
  - 固い非両立主義：決定論非決定論に関係なく自由意志を否定する。

### 決定論
決定論は、様々な意味を持つ幅広い用語である。それぞれの異なる意味に対応して、自由意志に関する異なる問題が生じる。因果的ないし単調的決定論とは、未来の事象は自然法則を伴う過去および現在の事象によって必然化されているという主張である。このような決定論は、時として、ラプラスの悪魔という思考実験によって表現される。過去および現在のあらゆる事実そして宇宙を支配するあらゆる自然法則を知っている存在というものを想定してみればよい。このような存在は、未来を最も細部に至るまで予測するために、この知識を利用することができるかもしれない。
他方で、論理学的決定論とは、あらゆる命題は、それが過去に関する命題であれ、現在あるいは未来に関する命題であれ、真か偽のいずれかであるという考え方である。自由意志の問題は、この文脈では、未来におけるある事柄が現在において既に真か偽に定まっているにもかかわらず、その選択が自由であることがありえるのかという問題に行き着く。
また、神学的決定論の主張によれば、人類が行おうとするあらゆる事柄を、彼らの行為を全知というある形式を通じてあらかじめ知ることによって、あるいは彼らの行為をあらかじめ定めておくことによって決定する神が存在する。自由意志の問題は、この文脈では、もし私たち人間のために時の流れの最初からその行為を決定した存在というものがいるならば、どうして私たち人間の行為が自由でありえるのかという問題に行き着く。
生物学的決定論の見解によれば、あらゆる振舞、信念および欲求は、私たちの生来的な性質によって固定されている。この他にも、文化的決定論や心理的決定論などを含む様々な決定論がある。もっとも、これらの決定論的な主張が、例えば氏と育ちの複合的決定論のように、結び付けられるのが普通である。

### 両立主義

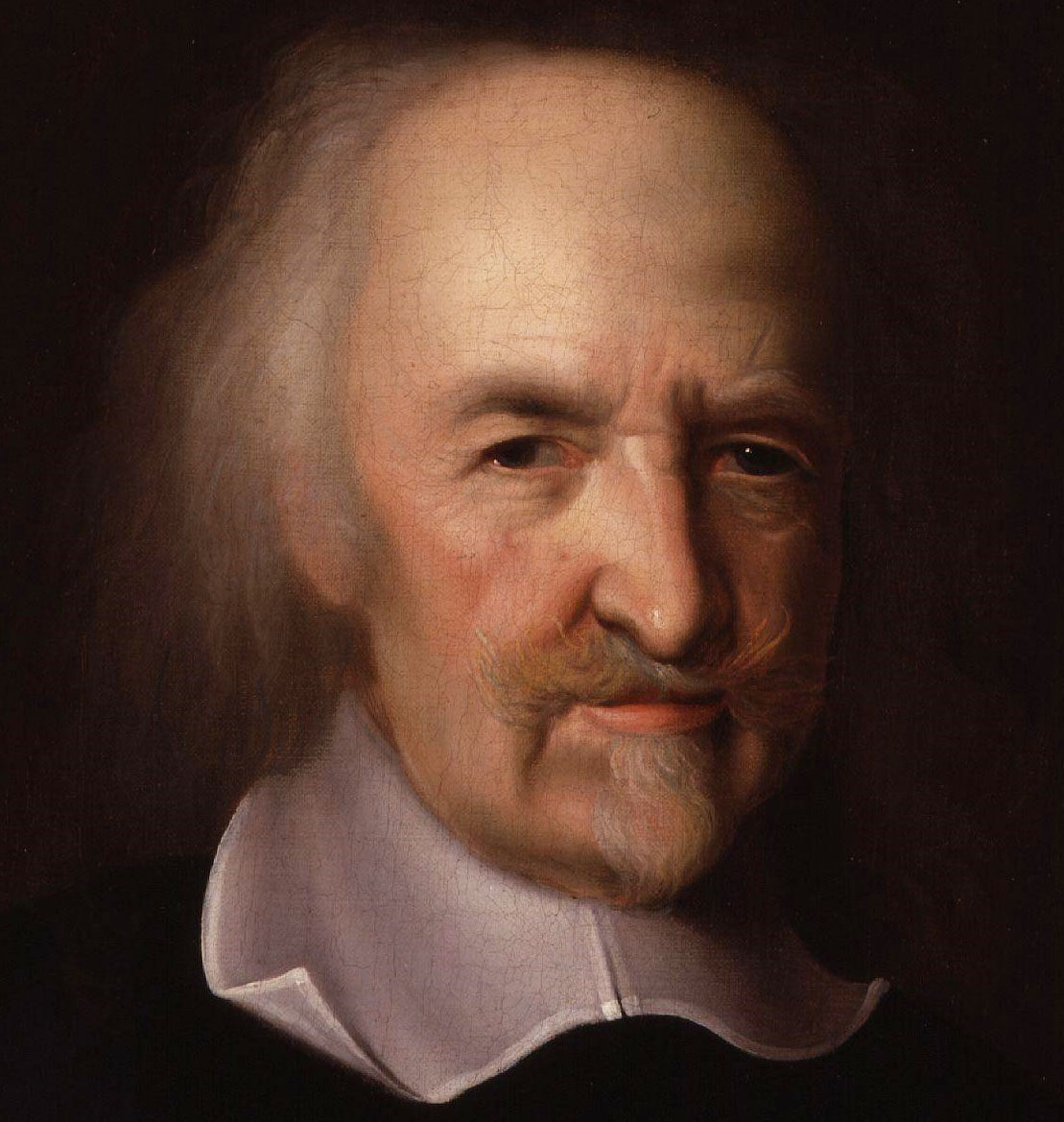
トマス・ホッブズは古典的な決定論者である。

また別の哲学者は、決定論と自由意志は両立可能であると考えた。これは両立主義（りょうりつしゅぎ）とよばれる考え方である。両立論者は決定論を認めつつ、自由という概念をそれに合う形で再定義しようとする。そのため論者によって自由意志の定義も異なる。

#### 古典的両立主義
トマス・ホッブズような両立主義者にとって、自由意志とは、「その個人の意志にしたがい、外的な障害に阻まれることなく行動すること」を意味する。この立場は両立主義の典型である。両立主義者たちは自分たちの主張を解説するために、強姦、殺人、窃盗あるいはその他の制約によって、ある人の自由意志が明らかに否定されるような事例を指摘する。このような事例で自由意志が欠如しているのは、因果的に過去が未来を決定しているからではなく、他者が個人の欲求や選好を無視しているためである。他者が個人を強制しているのであり、両立主義者によれば、これは自由意志を覆していることになる。かくして、両立主義者は、自由意志にとって重要なのは、個々人の選択が自らの欲求および選好と一致していることであって、何らかの外的（または内的）な力によって覆されていないことだ、と論じる。両立主義者であるためには、自由意志についての特定の考え方を支持する必要はなく、決定論が自由意志に反するということを否定するだけでよい。

#### 現代的両立主義
ハリー・フランクファートやダニエル・デネットのような現代的な両立主義者の主張によれば、たとえ強制された行為者であっても、その強制が行為者の個人的な意図や欲求と一致していれば、やはりその人は自由であるといわれることがある。特に、フランクファートは、階層の網と呼ばれる両立主義を提唱した。この考えによれば、個人は、互いに矛盾する一階の欲求を持つことができ、これらの一階の欲求に関する欲求（二階の欲求）というものを持つこともできる。その結果、これらの欲求のうちのどちらかひとつがその他の欲求に勝ることになる。個人の意志は、影響力のある一階の欲求（それに基づいて行為した欲求）と同一視されることになる。例えば、無意識的な麻薬中毒患者、不本意な麻薬中毒患者、自発的な麻薬中毒患者が存在するとしよう。これら3種類の患者はみな、麻薬を摂取したいという一階の欲求と、麻薬を摂取したくないという相反する一階の欲求を持っているかもしれない。第一グループである無意識的な中毒患者は、麻薬を摂取したくないという二階の欲求を持たない。すなわち、彼らには麻薬に関する二階の欲求そのものが欠けており、麻薬摂取の有無は対立する一階の欲求の優劣に依存する。第二グループである不本意な中毒患者は、麻薬を摂取したくないという二階の欲求を持っている。他方で、第三グループである自発的な中毒患者は、麻薬を摂取したいという二階の欲求を持っている。フランクファートによれば、第一グループのメンバーは、意志が欠如しているとみなされるべきであり、したがってもはや人格をもつ存在ではない。第二グループのメンバーは、麻薬を摂取したくないということを自由に欲求しているが、彼らの意志は中毒によって打ち負かされてしまう。最後に、第三グループのメンバーは、彼らを中毒にした麻薬を自発的に摂取している。フランクファートの理論は、任意の数のレベルを分岐させることができる。この理論に対する批判は、意志の葛藤が欲求や選好のより高次レベルにおいて生じないとはかぎらないと指摘する。また、ある人々は、フランクファートは階層の網の中で様々なレベルがどのように相互作用するのかという問題に対する適切な説明を与えていないと論じる。
デネットは彼の著書『自由の余地』において、自由意志の両立主義を擁護する論拠を提示した。これは、同じく彼の著書『自由は進化する』の中でさらに詳述されている。彼によれば、もしある人が神や全能の悪魔などの可能性を排除するならば、そのとき、カオスと、世界の現状に関する私たちの知識の正確さに対する生来的な制約のせいで、未来はあらゆる有限的存在者にとって不確実になる。唯一明解なものは、予想である。別様に行為する能力が意味を持つのは、このような予想に対してのみであって、知られておらずまた知ることのできない未来に対してではない。各人は誰かが予想したのとは異なる仕方で行動する能力を有しているので、自由意志は実在することができる。非両立主義者は、このような考え方には私たちは環境からの刺激に対応する形で単に自動的な応答をすることしかできないという問題が纏わりつくと非難する。彼らの主張によれば、私たちの行為は全て、外的な力によってコントロールされているか、あるいは、ランダム・チョイスでしかない。自由意志の両立主義に関するもっと洗練された分析が、その他の批評家たちによって提供されている。

### 非両立主義

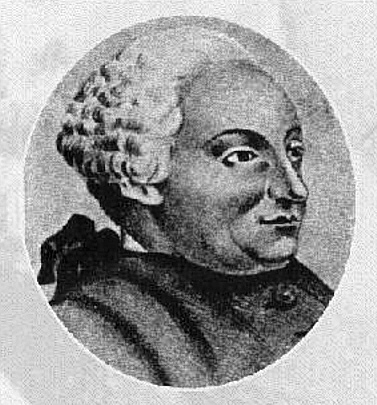
ドルバックは筋金入りの決定論者であった。

非両立主義には3つの立場がある。ひとつは、ドルバックのような筋金入りの決定論者であり、決定論を肯定して自由意志を否定する。もうひとつは、（哲学的）リバタリアンであり、トマス・リード、ヴァン・インワーゲン、ロバート・ケインなどがこれに属する。彼らは、自由意志を肯定して決定論を否定する非両立主義者であり、何らかの意味で非決定論が真であると考えている。最後のひとつは、固い非両立主義であり、自由意志というものは、決定論とも非決定論とも相容れない。つまり、この立場によれば、自由意志は、決定論的世界観と非決定論的世界観とを問わず、そもそも成立しない概念である。デルク・ピールブーム(Derk Pereboom)がこの見解を擁護している。

#### 直観による論証
非両立主義の伝統的な論拠は、デネット流に言えば、次のような直観ポンプ（intuition pump）に基礎付けられている。もし人間が彼の行為の選択において決定されているとすれば、彼は、その振舞を決められているその他の機械的存在と似たことになるはずである。つまり、仮に人間の振舞が因果的に決定されているならば、そのときには彼は、風見鶏、ビリヤードの球、人形あるいはロボットよりも洗練された存在ではないはずである。これらの物は自由意志を有していないので、もし決定論が正しいとすれば、人間も自由意志を有していないはずである。要するに、このような非両立主義は、人間以外の事物には自由意志がないという直観から出発し、人間と事物の類似性から、決定論と自由意志との両立を否定する。言い換えれば、決定論が正しいときには、人間は人間以外の事物と似通っており、そして人間以外の事物は自由意志を有していないので、人間もまた自由意志を有していないと考えられる。このような論拠は、例えばデネットのように、たとえ人間がその他の事物と何らかの要素を共有しているとしても、だからといって人間とそれらの事物との間に重要な差異がないということにはならないという理由で、両立主義から拒絶されている。また、人間と事物は類似しているがゆえに事物にも自由意志があるという反対の推論がなぜ認められないのかというアニミズム的な疑問も残る。

#### 因果律による論証
非両立主義のもうひとつの論拠は、因果の鎖である。非両立主義は、自由意志に関する観念論のキーとなる。ほとんどの非両立主義者は、行為の自由という観念が単なる自発的振舞から成り立っていることを否定する。彼らの主張によれば、むしろ、自由意志とは、人間が自己の行為の究極的で根源的な原因であると主張する。伝統的な言い回しによれば、人間は自己原因でなければならない。ある人の選択が有責であるということは、彼がそれらの選択の第一原因であるということに等しい。ここで、第一原因というのは、その原因に先行する原因がないということを意味する。その論証は次のようなものである。もし人間が自由意志を有しているならば、人間は選択の第一原因である。もし決定論が真であるならば、人間のあらゆる選択は、彼のコントロールに服さない事象および行為に因る。それゆえに、もし人間が為すこと全てが自己のコントロールに服さない事象および行為に因るならば、人間が自己の行為の究極的な原因であることはありえない。したがって、人間は自由意志を持ちえない。このような論拠もまた、様々な両立主義者たる哲学者たちによって批判されている。

#### 必然的な成り行きからの論証
非両立主義の3番目の論拠は、1960年代にカール・ギネットによって定式化され、現代の文献の中で大きな注目を受けている。その単純な論証は、以下のような文章で足りる。もし決定論が真であるならば、私たちは、私たちの現代の状態を決定している過去の事象をコントロールすることができず、また、自然法則をコントロールすることもできない。私たちはこれらの事柄をコントロールすることができないので、同様にそれらの事柄の必然的な成り行きをコントロールすることもできない。私たちの選択や行為は、決定論の下では、過去および自然法則の必然的な成り行きであるから、私たちはそれらをコントロールすることができないし、またそれゆえに、自由意志も持たない。これは、必然的な成り行きからの論証と呼ばれる。
つまり、両立主義にとっての難題は、両立主義が、人はその人が為したのと別様の選択をすることができないという不可能性を孕んでいるという事実に存する。例えば、両立主義者でありちょうど今ソファーに座っているジェーンは、もし彼女が望んだならば彼女は立ったままでいることもできたはずだという主張を受け入れるだろう。しかし、必然的な成り行きからの論証によって帰結されるのは、仮にジェーンが立ったままでいたならば、彼女は自然法則に違反するかあるいは過去を変更するという矛盾を引き起こすことになるということである。したがって、ギネットおよびヴァン・インワーゲンの主張によれば、両立主義者は、自分が信じていない能力の実在性を受け入れているということになる。このような論証に対する反論のひとつは、能力に関する観念と必然性に関する観念とは実は等価であるというものである。別の反論によれば、自由意志が行われた選択を引き起こしたのだということは幻想であり、選択というものは初めから、その決定者などというものとは無関係に為されるのだというものである。デイヴィド・ルイスによれば、両立主義者が受け入れているのは、もし現実に過去にあったのとは異なる事情があったならば何かを別様に為すことができたという能力だけである。

#### リバタリアニズム
非両立主義に属するもうひとつの考え方は、（哲学的）リバタリアニズムである。リバタリアンによれば、自由意志は実在しており、与えられた状況下で、個人が2つ以上の行動を自由に選ぶことができることを要求する。決定論は、可能な未来は1つしかないということを含意しているので、自由意志の概念とは両立せず、誤りでなければならない。
リバタリアニズムの観点は、超自然的理論と科学的（自然的）理論とに下位区分される。超自然的理論によれば、非物理的な知性ないし魂が物理的な因果関係を克服し、その結果、行為の実行に繋がる脳内の物理的な事象には完全に物理的な説明がつかない。このアプローチは、心身二元論と関連しており、神学的な動機を有しているかもしれない。
リバタリアニズムの科学的な説明は、時として、心が宇宙全体に浸透しているとする汎心論を引き合いに出す。もうひとつの自然的なアプローチは、自由意志がこの宇宙の基礎的な構成要素であることを要求しない。いわゆるランダム性が、リバタリアンによって必要不可欠であると信じられている自由の余地を提供するために引き合いに出される。自由な決断は、非決定論の要素と結び付いたある種の複雑な高次のプロセスであるとみなされる。このようなアプローチの例は、ロバート・ケインによって発展させられた。

### 他の視点

#### 実用上有用な概念としての自由意志
ウィリアム・ジェームズの見解は両義的である。彼は「倫理的理由」にもとづいて自由意志を信じるいっぽう、自由意志が存在する科学的根拠にもとづいた証拠はないと考え、また、自分自身の内観も自由意志を支持しない、とした。さらに、ウィリアム・ジェームズは、人間に関する非決定論は道徳的責任の前提要件であると信じる理由で、非両立主義を受け入れなかった。彼は著書『プラグマティズム』において、形而上学的理論を考慮せずに、次のように書いている。「直感や効用は、人々の間で、刑罰や報酬に関する社会的任務を全うするにあたって、安心して信頼されるものである」。彼は、非決定論が救済に関する教えとして重要であると信じていた。この教えは、世界が多くの点から見て悪い状態にあるにもかかわらず、個々人の行為を通じて、よりよい状態になり得るという見方を許容する。決定論は、彼が論じるところによれば、進歩が世界の改善に繋がる現実的な概念であるという考えである進歩主義を破壊してしまう。

## 道徳的責任
通常の社会通念では、人は自己の行為に責任を負っており、各人が何をするかに応じて称賛や非難を受ける。ところで、多くの人は、道徳的責任は自由意志を前提とすると信じている。そこで、自由意志に関する論争におけるもうひとつの重要な論点は、人は自己の行為に道徳的な責任を負うのか、そして、もし負うとすればどのような意味で負うのかという問いである。

### 固い決定論の見解
非両立主義は、決定論は道徳的責任と相性が悪いと考える傾向にある。人が、時間の流れの初めから決定されている（あるいは予見される潜在的な可能性がある）行為に対して責任を負うということは、不可能に思われる。固い決定論者は、「これほど自由意志にとって不利なことはない」と主張し、決定論を擁護して、自由意志の概念を放棄する。著名な弁護士であるクラレンス・ダロウは、彼の依頼人であるレオポルドとローブの無罪を主張するにあたって、このような固い決定論の観念を引き合いに出した。

### リバタリアンの見解
反対に、リバタリアンは、「これほど決定論者にとって不利なことはない」と主張する。ジャン＝ポール・サルトルは、人々は時々、決定論を隠れ蓑にして有責性から逃れようとすると論じる。「我々は常に、この自由が私たちにのしかかるとき、あるいは、私たちが免責を必要とするとき、決定論という信念の中に逃げ込む」。リバタリアンは、決定されていない行為は完全にランダムなのではなく、その判断がまだ定められていない実体的な意志に由来すると反論する。この議論は、問題を科学的問題から哲学的問題に移すものの、どの形而上学的な主体が実際に責任を負っているのかという問題がまだ残っているため、両立主義者はこのような論証を十分であるとは考えないかもしれない。リバタリアンは、未決の意志がどのようにして行為主体性と結び付くのかということを明らかにするのに苦労してきた。

### 両立の模索
道徳的な責任という論点は、固い決定論と両立主義との論争の中核部を占めている。固い決定論者は、個々人は両立主義的な意味における自由意志をしばしば持っているということを受け入れるように迫られるが、しかし、彼らはこのような意味における自由意志が道徳的な責任の根拠になりうることを否定する。行為者の選択が強制されていないという事実は、固い決定論者が主張するところによれば、決定論は行為者から責任を奪うという事実を何ら変えない。
両立主義者が論じるところによれば、反対に、決定論は道徳的責任の前提条件である。社会は、ある人の行為が何らかの形で決定されていないかぎり、人に責任を負わせることができない。このような論証は、デビッド・ヒュームにまで遡ることができる。もし非決定論が真であるならば、決定されていない事象はランダムだということになる。神経系によってランダムに引き起こされた行為を実行したという理由で、ある人が賞賛されたり非難されたりするのはおかしい。むしろ、人が誰かに道徳的責任を負わせるためには、その行為がその人の欲求および選好すなわちその人の固有の性格から生じたということを明らかにする必要がある。

## さまざまな分野での「自由意志」

### 刑法学
自由意志と道徳的責任に関する議論は、刑法学においても論点となっている。刑法上の責任は、人は素因的・環境的要因によって制約されつつも制限された範囲で自由な意思決定によって行為しうるとする相対的非決定論を前提として、自由意思（自由意志）による他行為可能性（構成要件に該当する違法な行為を回避できたこと）によって基礎づけられる道義的責任であるという見解（道義的責任論）が、戦後刑法学においては通説となった（かつて有力であった人格的責任論も道義的責任を前提とするものである）。伝統的通説はこれを非決定論から説明していたが、近時の有力な見解はこれを決定論（やわらかな決定論、両立可能論）から説明する。このような論争は継続しているものの、他の分野と同じく刑法も通常の思考能力がある人間が自由意志を持つことは自明であるという想定に基づいている。言い換えれば、刑法は自由意志という単なる仮説に依存しているわけで、自由意志が完全に否定された場合は刑法理論が根本的に崩壊してしまうという非常に危うい状況にあると言える。

### 自由意志の神学
人間が行動する意味における自由意志は、アダムの全的堕落後も存在するが、神に従う自由意志は堕落以降に失われている。新生したクリスチャンにのみ、神に向かう自由意志が存在する。この自由意志論はアウグスティヌス、マルティン・ルター、ジャン・カルヴァン、ジョナサン・エドワーズ、改革派神学が共有する。
聖書では神が定めた道徳を守ることで保護される法則が成り立つ。(イザヤ 48:17)
あなたを救う方，イスラエルの聖なる方はこう言う。「あなたのためになる生き方を教え，
あなたを導いて正しい道を歩ませる。」
人はアダムから受け継いだ不完全さによる堕落が原因で間違い、道徳からそれる傾向を示し秩序を乱して自滅に繋がる決定をするのである。
道徳を守れば、社会秩序は安定し幸せに暮らせるという法則が見いだせるので、道徳は自然の法則と同じく因果的に決定されているという事実に導かれる。
加えて、絶対の自由があるのは創造者の神のみとされる。(啓示4:11)
他は全て無生の宇宙にも法則があり、生物はDNAに組み込まれる本能に従い、神と似た様に造られた人間は自由意志から神の道徳基準に従う、皆宇宙の一部として制限を課される。
予定説
人間に自由意志を与えた神は、当然人の自由意志を尊重し全能者として予知力をコントロールされる。(申30:19,20)神の目的に関わる事であれば、意図的に予知力を行使し、将来起きることを預言したり目的を達成されるのである。そうでないと全能者なる神とは言えない。(イザヤ43:12,13)
但し神は人の心を読める為、人の傾向から生じる結果を知らせる事ができるのであって自由意志を無視することではない。(創世4:4-7)
このような神は愛からご自分の自由意志を行使され、人間の正しい自由意志の用い方として人類に示されている。(創世1:26,マタイ22:37-39)

### 自由意志の科学

#### 物理学
一般的に、「意志は脳の働き」であり、かつ、「脳が物理法則に従う」ならば自由意志はないと考えるのが適当である。逆に自由意志があるのであれば、これらの一方か、両方が否定されなければならない。
初期の科学思想家のうち、ある者は決定論的なものとして宇宙を描き、またある者は完全に正確に未来の出来事を予言するには、充分な情報を集めさえすればいいと考えた。古典物理学は決定論的な理論であり、初期条件が決まれば未来は一意に決定される。しかし量子力学の標準的なコペンハーゲン解釈は、結果が確率的に与えられる非決定論である。とはいえ量子論の非決定性は、人の行動を含め世界が物理法則に従ってランダムに決まるということであり、これは通常の意味での自由意志にはつながらない。ただし少数ではあるが、脳内の量子効果と人の意志を結びつけることで自由意志を確保しようとする論者もいる（量子脳理論）。量子力学の他の解釈には決定論的なものもあり、例えば多世界解釈は、初期状態が与えられれば分岐する各世界の状態が一意に決まる決定論である。
決定論と人の意識を結びつけるのに相性がよいのは随伴現象説であり、これは「物質の相互作用から意識が生まれ、意識は物質に対して何の因果的作用ももたらさない」とする考えである。

#### 生物学
物理学者と同様に、生物学者もまた自由意志の問題を頻繁に提起してきた。
生物学の最も白熱した議論の一つが「氏と育ち」（nature and nurture, 本性と教育）の議論である。人間的行為において文化と環境に比較して、遺伝学と生物学はどれほど重要であるか？遺伝学的研究は、ダウン症候群のような明白な場合から統合失調症になる統計学的傾向のようなより微妙な影響まで、個人の性格に影響を与える多くの特殊な遺伝的要因を見極めた。
かつては氏か育ちかという二者択一的な議論がなされ，社会学者は主に後者の立場から前者の立場を生物学的決定論として非難した（といっても育ち理論もつきつめれば決定論なのだが）。しかし，現在の生物学者の一般的な合意は、氏と育ちの両方によって人は形成されているのであり，さまざまな行為のそれぞれについて遺伝の影響と環境の影響が複雑に絡み合っているということである。

#### 脳科学（神経科学）

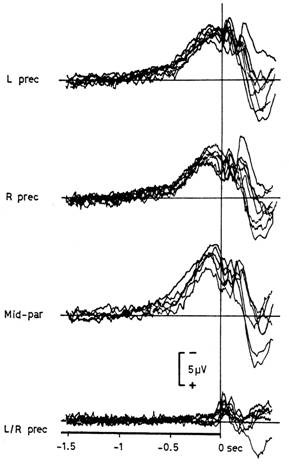
運動準備電位の観測例。被験者が動作の決定を意識するより（図中の 0 sec の時点）おおよそ1/3秒ほど前から、関連する脳活動による電位の変化が計測される。

現在では生きたままの脳を研究することが可能になってきており、「意思決定の『機構』」(the decision-making "machinery") が働いている様を観察することができる。
この領域における重要な実験が1980年代にベンジャミン・リベットによって行われた。任意の時間に被験者に手首を曲げてもらい、それと関連する脳活動を観察する実験である（このとき、準備電位(readiness potential)と呼ばれる電気信号が立ち上がる）。準備電位は身体の動きに先行する脳活動としてよく知られていたが、行動の意図を感じることと準備電位が一致するかどうかはわかっておらず、Libetはこの点を探求した。行動の意図が被験者にいつ生まれるかを決定するために、時計の針を見続けてもらって、動かそうとする意識的意図を感じたときの時計の針の位置を報告してもらった。
Libet は、被験者の脳の活動が、意識的に動作を決定するおおよそ1/3秒前に開始したことを発見した。これは、実際の決定がまず潜在意識でなされており、それから意識的決定へと翻訳されていることを暗示している。
後に Dr. Alvaro Pascual-Leone によって行われた関連実験では、動かす手をランダムに選ばせた。ここでは、磁場を用いて脳の異なる半球を刺激することによって被験者のどちらかの手に強く影響を及ぼしうることを発見した。例えば、標準的に右利きの人は実験期間の60％の間右手を動かすことを選ぶ、しかし右脳が刺激されている間、実験期間の80％の間左手を選んだとされる（右脳は体の左半身を、左脳は右半身を統括していることが想起される）。
この場合、動かした手の選択へ外的影響（磁場を用いた脳に対する刺激）が加えられていたにもかかわらず、被験者は「手の選択が（外的影響とは独立に）自由になされたことを確信している」と報告している。